# Гранкар'єр (Гранітне)
Гранкар'єр  — колишній хутір у Пинязевицькій сільській раді Малинського району Житомирської області Української РСР.

## Історія
Заснований у 1928 році як поселення працівників з видобутку каміння у Пинязевицькому кар'єрі.
Станом на 1 вересня 1946 року — хутір Пинязевицької сільської ради Малинського району Житомирської області.
29 червня 1960 року, відповідно до рішення Житомирського облвиконкому № 683 «Про об'єднання деяких населених пунктів області», об'єднаний із х. Щебзавод в один населений пункт — селище Гранітне.